# Macklin Island
Macklin Island ist eine kleine Insel vor der Mawson-Küste des ostantarktischen Mac-Robertson-Lands. Sie ragt bis zu 30 m über dem Meeresspiegel auf und liegt 5 km nordwestlich des Kap Daly im östlichen Abschnitt der Robinson-Gruppe.
Norwegische Kartografen kartierten sie 1947 anhand von Luftaufnahmen, die im Zuge der Lars-Christensen-Expedition 1936/37 angefertigt worden waren. Das Antarctic Names Committee of Australia (ANCA) benannte die Insel nach Eric Leslie Macklin (1925–1997), Funker auf der Mawson-Station in den Jahren 1955 und 1959.